# Förderer Bertalan
Förderer Berthold vagy Bertalan (keresztneve János Márton, szerzetesi neve Bertholdus a S. Patre Elia) (Buda, 1747. július 16. – 1813. december 28.) kármelita szerzetes, a budai királyi gimnázium hitszónoka

## Élete
Belépve a rendbe, fogadalmat tett 1765. június 29-én és Bécsben 1770. augusztus 26-án pappá szenteltetett föl; 1786-tól fogva állandóan Budán lakott, ahol a gimnáziumi tanuló ifjuságnak hitoktatója volt. Miután 1813. december 28-án Budán elhunyt, Kovalik János püspök, az esztergomi érsekség esztergom vidéki helynöke temette a Budavári Nagyboldogasszony templom kriptájába.

## Munkái

### Nyomtatásban
- Lobrede auf den heiligen Johann Nepomuk, als dessen Fest von der k. k. geh. Hofkanzlei in Wien, 4. Brachmonat 1790. begangen wurde. Wien, 1780. (2. kiadás Pest, 1801.)
- Lobrede auf den heiligen Stephan, ersten König und Apostel Ungerlandes, als dessen Fest während des hoben Landtages, in der königlichen Schlosspfarrkirche zum heil. Sigismund, den 20. August 1790. feierlichst begangen wurde. Gehalten von... Ofen.
- Predigt auf das hundertjährige Jubelfest, am Tage der unbefleckten Empfängniss Mariae; als di W. E. Väter des Kapucinerordens ihre Einführung zu Ofen in der Wasserstadt 1792. feierten. Ofen. 1792.
- Rede bei Eröffnung des Schuljahres in der Königl. Hauptnazionalschule zu Ofen am ersten Tage des Wintermonates 1792. Ofen, 1792.
- Predigt über die Versorgungsanstalt der Armen, als das jährliche Andenken ihrer Erziehung den 14. Herbstmonat 1794. zu Ofen erneuert wurde. Ofen.
- Oratio ad juventutem scholasticam regii Budensis archi-gymnasii, die? Novembris 1796. habita. Ofen, 1796.
- Lobrede auf den seligen Bernard von Offida, ais das Fest seiner Seligsprechung den 10., 11., 12. April 1796. zu Ofen feierlich begangen wurde. Ofen, 1796.
- Predigt bei der feierlichen Uibertragung der gnadenreichen Bildniss Mariä von Blut, in das neu erbaute Gotteshaus zu Ofen in der Kristinastadt, den 6. Augustmonats. 1797. Ofen.
- Predigt vom Priesterstande bey der Primiz des W. E. Herrn Joseph Stuck Weltpriesters des Stuhlweissenburger Kirchensprengels am Festtage des Namens Mariae den 15. Herbstm. 1799. gehalten. Ofen, 1799.
- Sermones sacri ad iuventutem scholasticam in oratorio regii archi-gymnasii Budensis dominica III quadragesimae, et festo annunciat, B. V. Mariae nec non dominica IV. quadragesimae anno 1802. dicti. Ofen, 1802.
- Predigt über das heilige Messopfer und die Verminderung der Geistlichkeit bei der Primiz des Herrn Franz Bargies Schwinghammer... als dieselbe... den 22. April 1804. in der Kirche der W. W. E. E. P. P. Serviten feierlich begangen wurde. Pest, 1804.

### Kéziratban
az Országos Széchényi Könyvtár Kézirattárában
- Notata de variis argumentis potissimum autem ad sacrum tribunal spectantibus, 1767 (Quart. Lat. 1224).
- Argumenta ad sacrum tribunal et cathedram spectantia (Quart. Lat. 1222).
- Partitiones dictionibus aptatae sacris, pro plurimis ecclesiae festivitatibus, ex collectae authoribus diversis Societatis Jesu (Quart. Lat. 1077).
- Syllogae concionum germanicarum (3 füzet).[5]
- Ode Asclepiadeo-Gliconica" in honorem Ignatii Reviczki, Cassoviae, 1768 (Fol. Lat. 1608).
- Gedanken über den kleine Katechismus.[5]
- Anmerkungen zur Katechetir-Kunst, Wien.[5]
- Adversaria concionum sacrarum 1772–1786.[5]
- Catalogus patrum et fratrum Ordinis Beatae Mariae Virginis de Monte Carmelo Calceatorum Provinciae Austriae, Bohemiae et Hungariae cum synoptica fundationis conventuum eorundem deductione a P. Bertholdo a S. P. Elia seu Joanne Martino Förderer Hungarico budensi anno 1786. concinnata, 1786–1789 (Oct. Lat. 231).